# Licofró de Rodes
Licofró de Rodes (Lycophron, Λυκόφρων) fou un ambaixador de  Rodes que fou enviat per l'estat rodi a Roma el 177 aC per demanar al senat romà un decret el més avantatjós possible, millor que el concedit, onze anys abans, que assignava a Rodes les ciutats de Lícia com aliades i no com a dependents.